# Anglický toy teriér
Anglický toy teriér neboli Black and tan toy teriér (anglicky: English Toy Terrier) je anglické psí plemeno typu teriér. Jedná se o plemeno uznané Mezinárodní kynologickou federací (FCI), která jej řadí do skupiny teriéři. Oficiální zkratka je ATT a číslo standardu 013.

## Historie
Anglický toy teriér vznikl v 19. století z manchester teriérů a dalších místních teriérských plemen, která byla využívána jako krysařská. Krom lovu krys se tito drobní psi využívali i ke speciální soutěži zvané „Rat Pit“. Jednalo se o soutěž, při které byl pes vpuštěn do malé kruhové arény plné myší, přičemž cílem bylo, aby pes za určený časový limit (běžně do jedné minuty) ulovil co nejvíce myší. K této soutěži byli využívání například i angličtí bulteriéři. Dle všeho byl největším rekordmanem pětikilový pes Tiny (* 1848), který dle záznamů zabil přes 300 krys za méně než hodinu. Po tom, co Kennel club Rat Pit zakázal, na krátkou dobu klesla popularita anglických toy teriérů, pak se tito psi začali objevovat již jen jako výstavní. Do té doby ale byl anglický toy teriér brán jen jako miniaturní varianta manchester teriéra, své současné jméno přijal až roku 1962.
Toto psí plemeno se již dostalo i do České republiky a do zbytku Evropy, kde si získává oblibu. V Česku jej dokonce zastřešuje i jeden klub: Klub chovatelů teriérů. Přesto si jej většina znalejších chovatelů plete se známějším manchester teriérem, konkrétně s jeho toy variantou, která je jen o něco větší než anglický toy teriér. V poslední době dokonce padly návrhy zapisovat tato dvě plemena do stejné plemenné knihy. Mimo jiné se anglický toy teriér řadí i na červený seznam plemen domácích zvířat, což teoreticky toto plemeno řadí mezi plemena ohrožená.

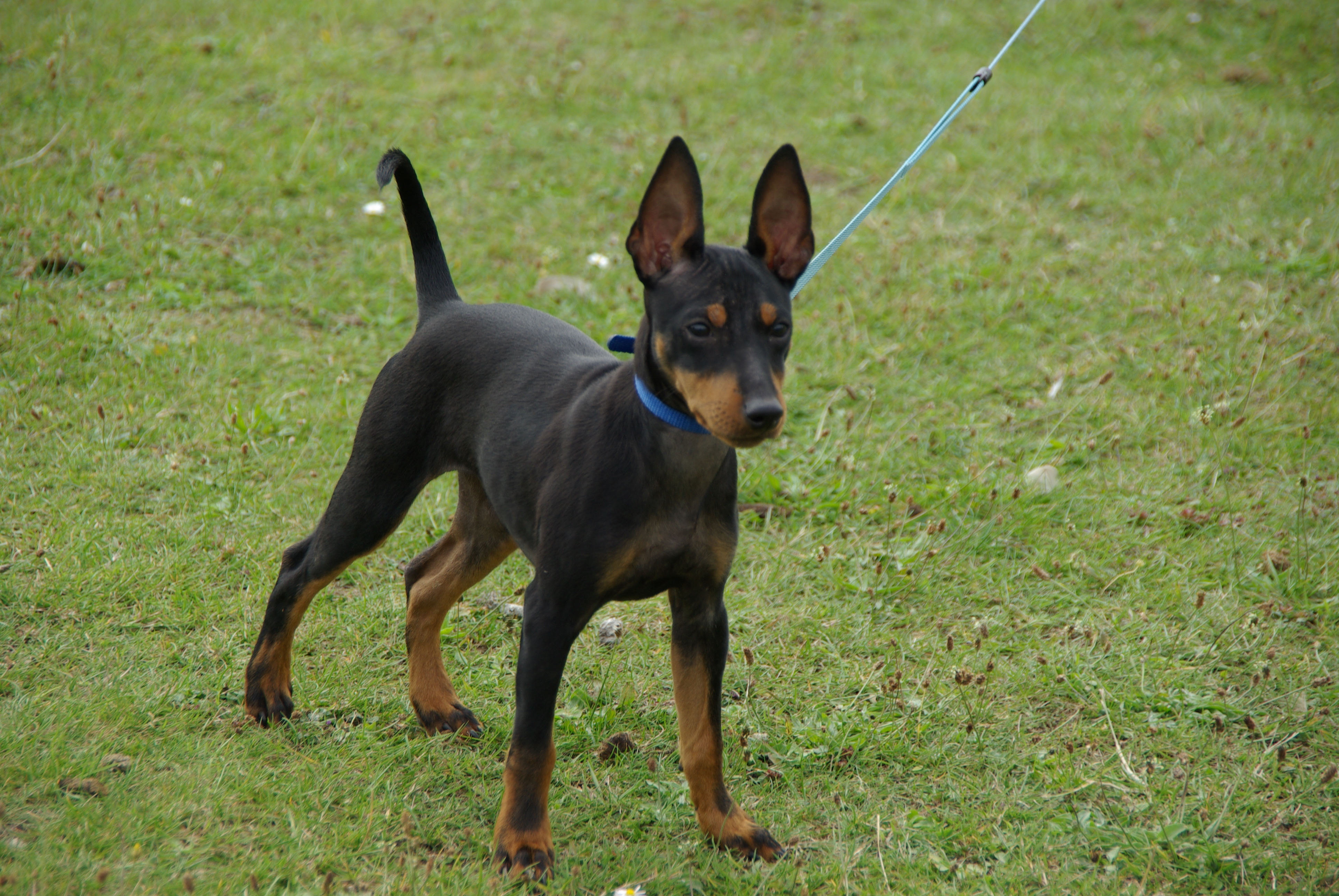

## Vzhled
Anglický toy teriér je elegantní a kompaktní pes s pružným tělem jemné stavby. Tělo je ve správném poměru, harmonické, i když výrazně vtažené břicho nemusí vždy působit hezky. Srst, která pokrývá celé tělo, je hustá, těsně přiléhající, lesklá a velmi krátká. Zbarvení je povolené jediné, tzv. black and tan neboli černá s pálením. Podobné zbarvení má třeba dobrman. Jakékoliv skvrny jsou nežádoucí. Ideální hmotnost je 2,7 – 3,6 kg, výška v kohoutku se pohybuje okolo 28 cm.

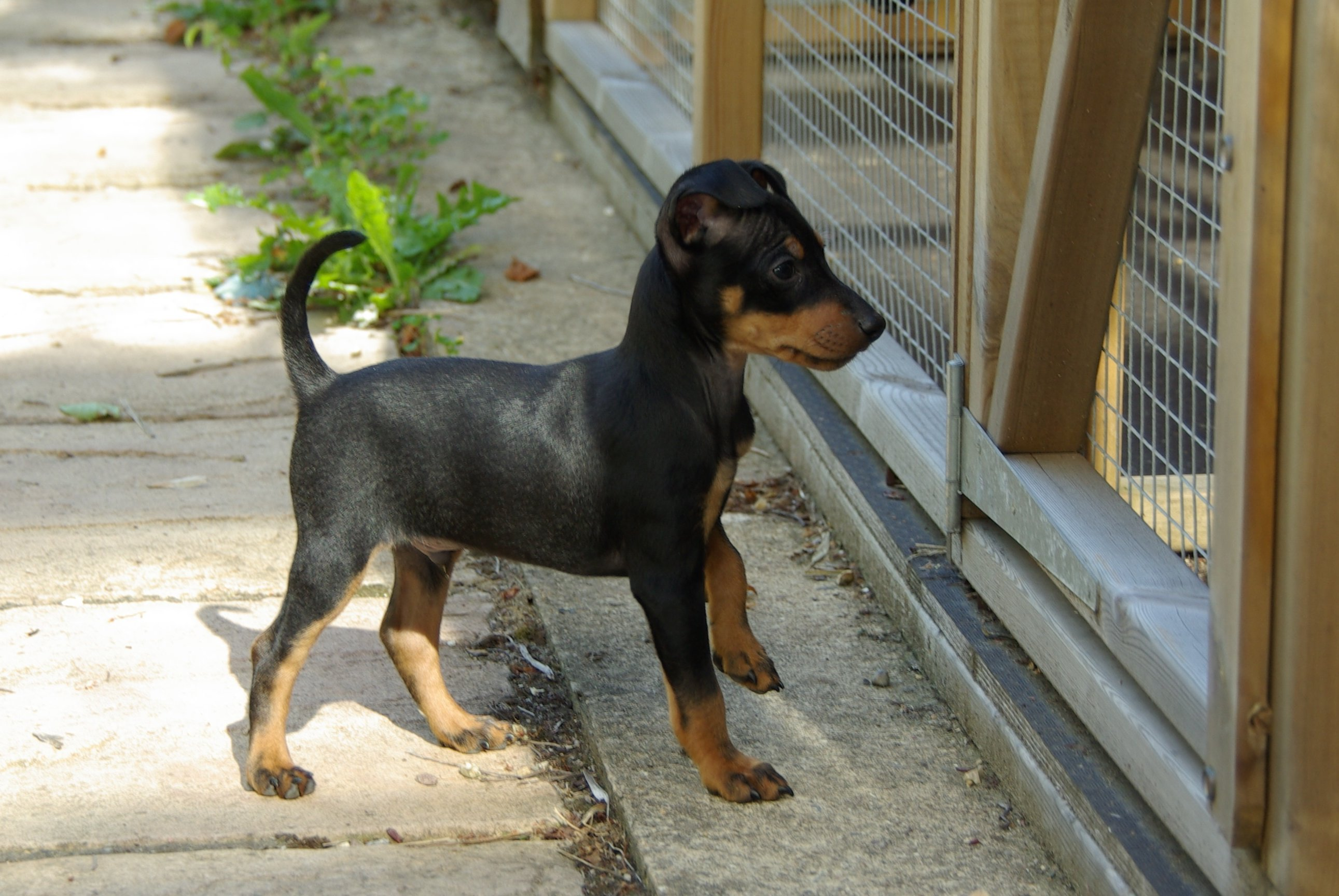
Štěně anglického toy teriéra

Hlava je klínovitého tvaru s vyrovnaným poměrem mozkovny ku čumáku. Stop je zřetelný. Uši trojúhelníkového tvaru jsou velké, špičaté, natočené vždy směrem dopředu. Jsou přirozeně vztyčené i bez kupírování, které se neprovádí. Oči jsou kulaté, malé, tmavě hnědé, šikmo posazené. Nosní houba je vždy černá, zuby musí mít nůžkový skus. Klešťový či jiný skus se netoleruje. Krk je dlouhý, klenutý, bez laloku. Hřbet je přiměřeně dlouhý, štíhlý, dobře osvalený a na zádi svažující se dolů. Ocas je nízko nasazený, hustě porostlý srstí, od kořene ke špičce se zužuje. Nohy jsou dlouhé, štíhlé, ale dobře osvalené, zakončené drobnými, kulatými tlapkami s černými drápky. Přední nohy a spodní čelist musí v pálení vykazovat pro plemeno typický "otisk palce" .

## Povaha
Povahově je anglický toy teriér přátelský, milý, pozorný a bystrý pes s vyvinutým loveckým pudem především vůči hlodavcům nebo menší savcům. Na rozdíl od většiny teriérů se nejedná o psa, který by úmyslně vyhledával šarvátky s jinými psy, naopak se jim spíše vyhýbá. Je oddaný a loajální vůči svému pánovi či rodině. Odloučení nebo změnu snáší velmi špatně. Je temperamentní, dokáže rozeznat přátele od nevítaných návštěvníků. Obecně se k cizím chová tolerantně a přesto, že neimponuje velikostí se jedná o dobrého hlídače. Děti snáší dobře, ty ho ale mohou zranit svým neuváženým jednáním, proto je dobré je nejdříve seznámit s tím, jak s anglickým toy teriérem zacházet. Při správné socializaci se nejedná o uštěkaná nebo nervózní zvířata. Je to původně lovec, který dokáže i dnes velmi rychle reagovat na jakýkoli podnět, dobře se orientuje očima podobně jako chrt. Je třeba štěně nenechat honit jakákoli zvířata, pak je možné s dospělým jedincem chodit na volno. Velice snadno se učí a rádi dělají svým páníčkům radost..

## Nároky a péče
Anglický toy teriér nevyžaduje příliš pohybu, ale přizpůsobí se svému majiteli. Srst není náročná na péči, ale má podsadu, takže líná 2x ročně (na jaře a na podzim), v tomto období je nutné jí věnovat zvýšenou péči v podobně denního vyčesávání. Mimo toto období stačí 1x týdně vyčesat. Samotná voda srsti nevadí, ale protože příliš neizoluje, je dobré psa rychle osušit.
Jedná se o plemeno vhodné pro trvalý chov v domě nebo bytě. Srst příliš neizoluje před velkou zimou či vodou, proto by mělo být místo, kde bude anglický toy teriér pobývat, teplé a v závětří.